# Пакпакбхарат
Пакпакбхарат (индон. Pakpak Bharat) — округ в провинции Северная Суматра. Административный центр — город Салак.

## История
Округ был создан в 2003 году.

## Население
Согласно оценке 2007 года, на территории округа проживало 35 378 человек.

## Административное деление
Округ делится на следующие районы:
- Салак
- Сителу Тали Уранг Джехе
- Кераджаан
- Сителу Тали Уранг Джулу
- Пергеттенг-геттенг Сенгкут
- Пагиндар
- Сиэмпат-Рубе
- Тинада